# Eduard Renggli
Eduard Johann Renggli (* 25. Februar 1882 in Luzern; † 5. April 1939 ebenda) war ein Schweizer Zeichenlehrer, Maler, Grafiker und Grafikdesigner.

## Leben und Werk

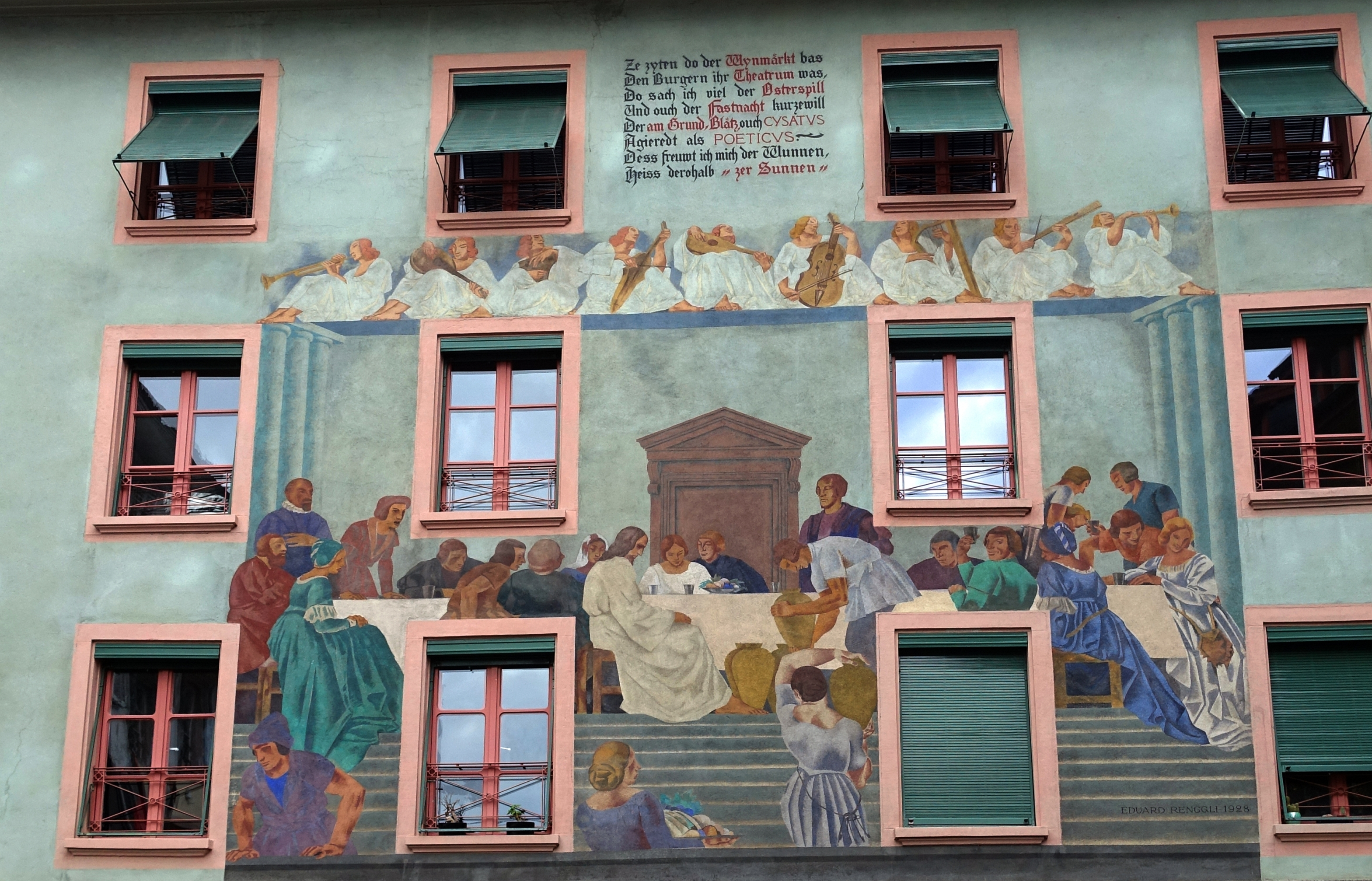
Wandbild Hochzeit zu Kana am Weinmarkt 20 in Luzern

Eduard Renggli war der jüngste Sohn des Kunstmalers Jean Renggli und der Rosa, geborene Pfluger. Renggli absolvierte eine Lehre als Dekorationsmaler in Luzern und besuchte ab 1902 die Akademie der Bildenden Künste München, wo er an der Privatschule von Maximilian Dasio die zeichnerischen Grundlagen erwarb. Anschliessend hielt er sich an der Accademia di San Luca in Rom auf.
1906 kehrte Renggli nach Luzern zurück, wo er über 30 Jahre als Zeichenlehrer an der Kantonsschule unterrichtete und ein Lehramt an der Kunstgewerbeschule Luzern innehatte. 1908 heiratete er Mathilde, geborene Kech. Als freischaffender Künstler und Werbegrafiker schuf Renggli Exlibris, Diplome, Plakate und Wandgemälde. Zudem publizierte er didaktische Schriften für den Zeichenunterricht.
Renggli malte u. a. im Krematorium des Friedhofs Friedental in Luzern zwischen den Oberlichtfenstern sechzehn allegorische Figuren. 1928 schuf er an der Hausfassade «Zur Sonne» auf dem Luzerner Weinmarkt das Wandbild Hochzeit zu Kana. Dieses soll an die Osterspiele erinnern, die im 15. und 16. Jahrhundert auf dem Weinmarkt stattgefunden haben. Renggli war ab 1904 bis zu seinem Tod Mitglied der Luzerner Sektion der Gesellschaft Schweizerischer Maler und Bildhauer (GSMBA).
Seine letzte Ruhestätte fand er auf dem Friedhof Friedental in Luzern.

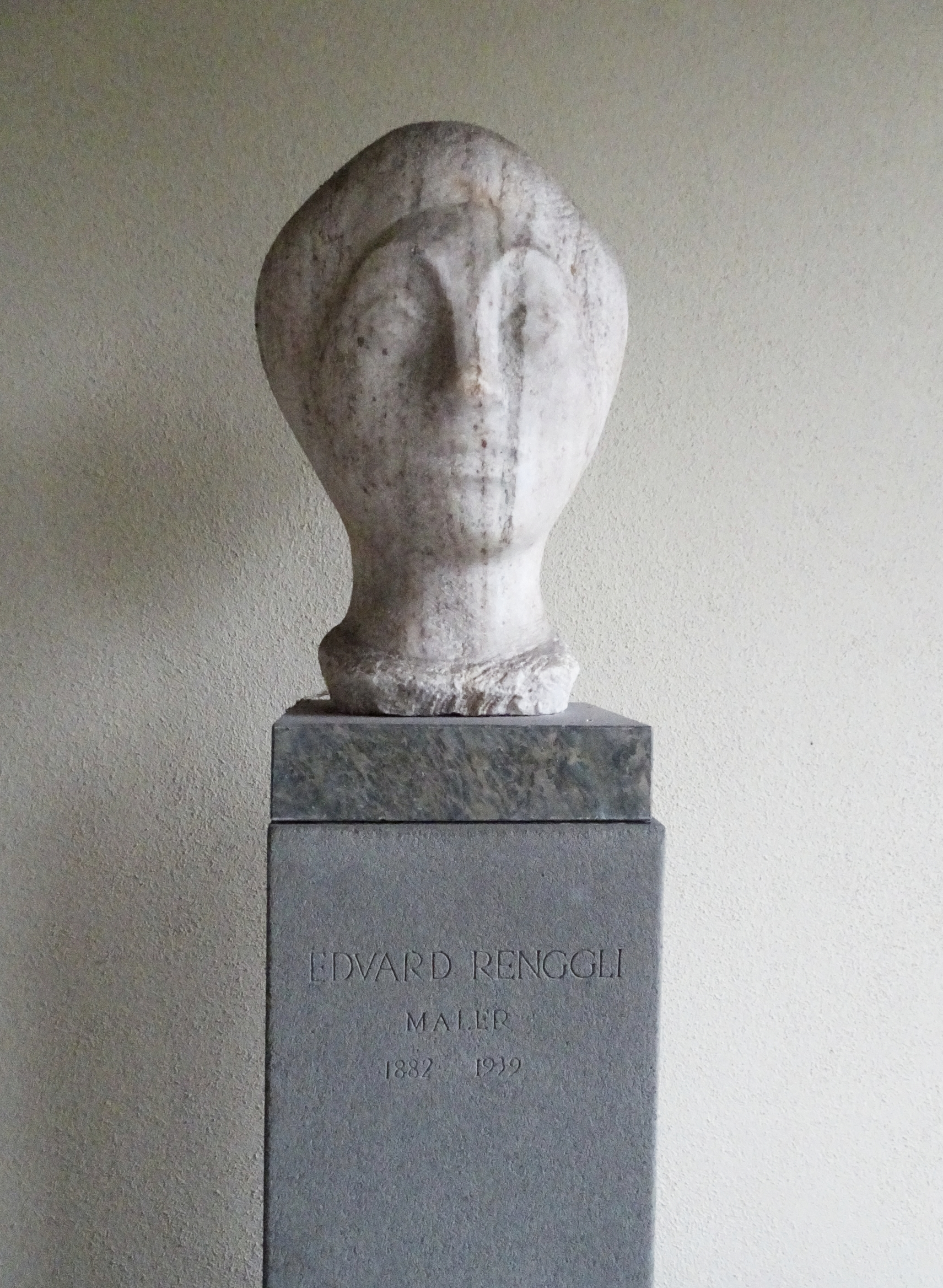
Grab, Friedhof Friedental, Luzern
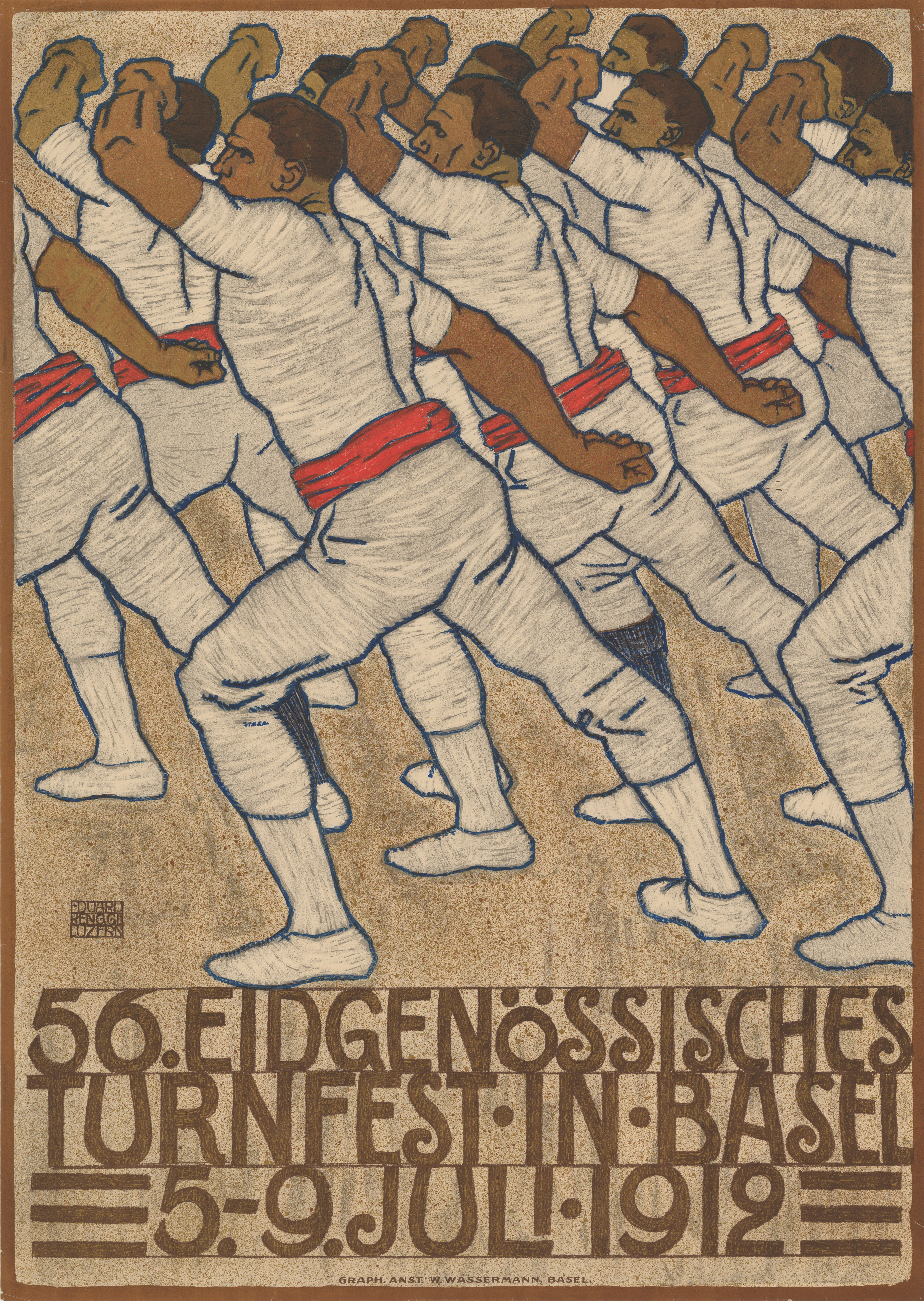
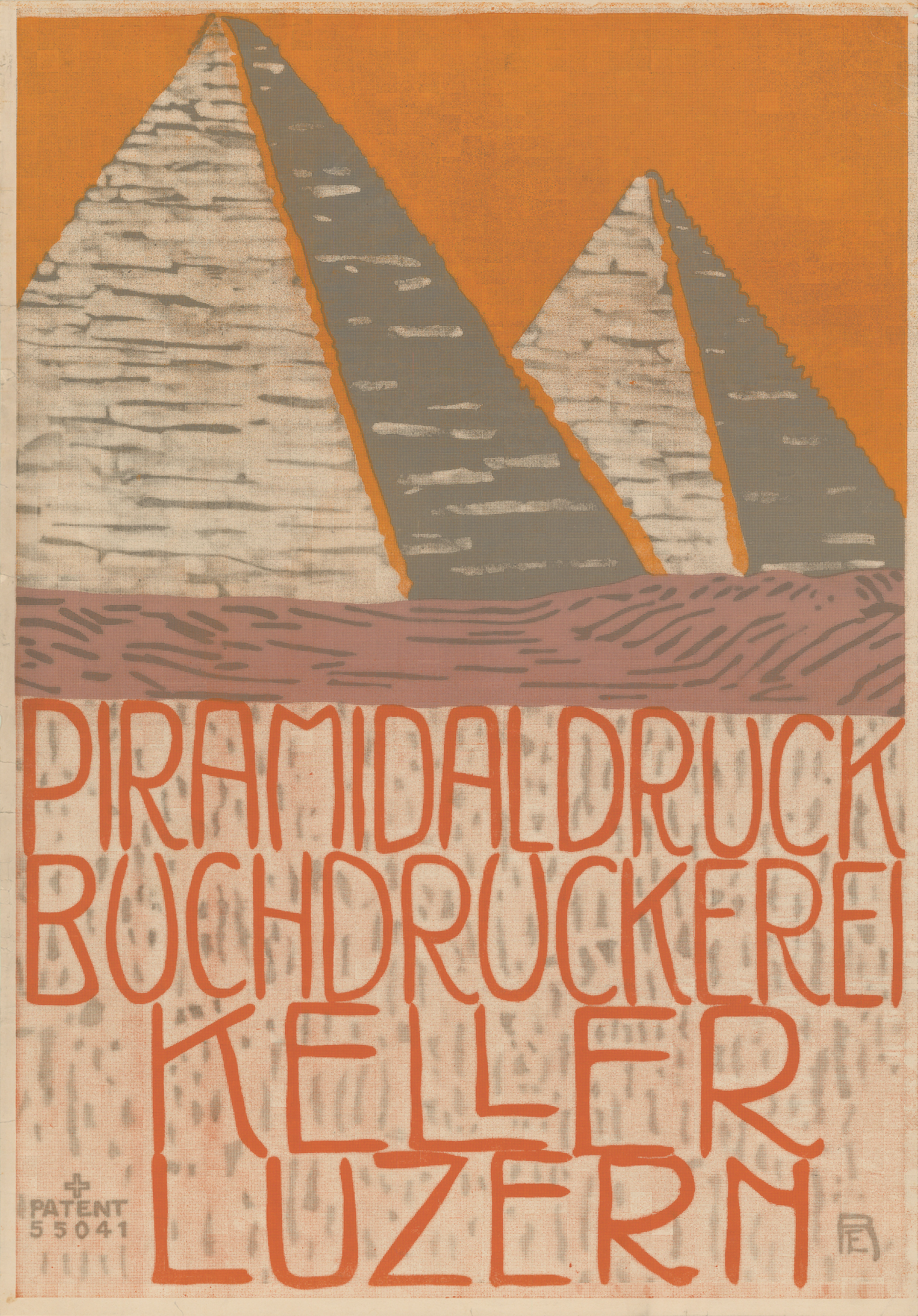